# Mediensynchronizitätstheorie
Die Mediensynchronizitätstheorie (Media Synchronicity Theory) ist eine Erweiterung der Medienreichhaltigkeitstheorie und besagt, dass nicht die Reichhaltigkeit eines Mediums entscheidend ist, sondern seine Synchronizität, also das Ausmaß, in dem Personen gleichzeitig an der gleichen Aufgabe zusammenarbeiten. Sie wurde von Alan Dennis und Joseph Valacich aufgestellt und fortentwickelt.
Das Potential von Medien macht die Media-Synchronicity-Theorie an fünf Faktoren fest:
1. Unmittelbarkeit des Feedbacks: Wie schnell kann ein Kooperationspartner auf Nachrichten antworten?
2. Symbolvarietät: Auf wie viele Weisen kann Information übermittelt werden?
3. Parallelität: Auf wie vielen Kanälen können wie viele Personen gleichzeitig in unterschiedlichen Kommunikationsvorgängen kooperieren oder kommunizieren?
4. Überarbeitbarkeit: Wie umfassend und häufig kann der Sender seine Nachricht oder seinen Beitrag überarbeiten, bevor er ihn abschickt?
5. Wiederverwendbarkeit: Wie gut kann der Empfänger eine Nachricht oder einen Beitrag eines anderen wieder verwenden?

Angesichts dieser fünf Faktoren wird deutlich, dass es absolut gesehen keine 'reichhaltigen' und weniger reichhaltigen Medien geben kann: Überarbeitbarkeit und Übertragungsgeschwindigkeit sind zwei gegenläufige Größen; Parallelität und Symbolvarietät weisen keinen direkten inneren Zusammenhang auf. Im Kern der Betrachtung stehen die beiden Faktoren Feedback und Parallelität. Medien mit schnellem Feedback und
geringer Parallelität ermöglichen hohe Synchronizität; Medien mit langsamem Feedback und hoher Parallelität ermöglichen geringe Synchronizität. Beispielsweise ist elektronisches Brainstorming ein Medium für geringe Synchronizität und der face to face-Frontalunterricht ein Medium für hohe Synchronizität.
Die Mediennutzung wird dabei bestimmt durch Kommunikations- und Kooperationsprozesse und die Anforderungen an die Informationsverarbeitungskapazität eines Mediums.
Es werden zwei Arten von Kommunikationsprozessen unterschieden: Konvergente und divergente Prozesse.
1. Konvergente Prozesse dienen der Verdichtung von Informationen, also dem Aufheben von Mehrdeutigkeiten. Sie erfordern eine hohe Synchronizität.
2. Divergente Prozesse dienen der Übermittlung/Verteilung von Informationen und dienen der Reduktion von Unsicherheiten. Sie erfordern eine geringe Synchronizität.